# Base aérienne de Kryvyï Rih
La base aérienne de Kryvyï Rih est une base située près de la ville du même nom, oblast de Dnipropetrovsk, en Ukraine.

## Histoire
C'est une base soviétique créée en 1946 sous le nom de Krivoï Rog aussi connue comme base aérienne de Dovhyntseve ; de 1964 à 1979 la base était utilisée par le 363e et le 16e régiment aérien de transport militaire. Désaffectée après la dissolution de l'URSS elle a été remise en condition d'usage en 2000.

### Guerre russo-ukrainienne
Un Su-25 ukrainien appartenant à la 299e brigade d'aviation tactique a été lourdement endommagé par un drone Lancet russe à la base aérienne de Kryvyï Rih,.

### Situation
| Berdiansk Oujhorod Brody Ouman Kanatove Konotop Djankoï Tchouhouïv Kryvyï Rih Donetsk Sébastopol DniproVesseloïeBaheroveHorodokChersonèseGvardeïskoïeKatchaIvano-Frankivsk Izmaïl JovtneveJytomyr Koulbakino Kharkiv · Charcovie Khmelnytskyï Kherson KrementchoukKiev/Kyïv · Jouliany Kiev/Kyïv · Boryspil Kryvyï Rih Kolomya Loutsk Louhansk LvivMarioupol Mykolaïv Myrhorod Nijyn Odessa Poltava Rivne Sambir Simferopol Starokostiantyniv Tchernivtsi Vinnytsia Zaporijjia |